# Quế rành
Quế rànhhay còn gọi re đinh hương, re cẩm chướng (danh pháp khoa học: Cinnamomum caryophyllus) là loài thực vật có hoa trong họ Nguyệt quế. Loài này được (Lour.) S.Moore miêu tả khoa học đầu tiên năm 1925.